# Elecciones generales de Honduras de 1881
Las elecciones generales de Honduras de 1883, se realizaron el 1  de febrero de 1881 en forma emergente, para el cambio de autoridades gubernamentales como ser: 
- Presidente de Honduras: Jefe de Estado de Honduras que ejercerá las funciones de dirección del Poder Ejecutivo de Honduras por mandato del pueblo. Las elecciones se realizaban en una Asamblea Nacional, seguidamente se seleccionaban los candidatos a diputados del Congreso.

El presidente constitucional doctor Marco Aurelio Soto se retira de la presidencia a finales de 1880, quedando en su lugar un Consejo de Ministros, con el fin de lanzarse como candidato presidencial oficial, su contendiente en estas elecciones, su correligionario y amigo el licenciado Céleo Arias de la Liga Liberal, en este caso, el pueblo se decantó por el presidente reeligiéndolo ya que rotundamente confiaba en sus grandes labores reformistas. Por otra parte el Partido Conservador no presentó candidatura.